# Comedown Machine
| Recensione | Giudizio |
| ---------- | -------- |
| AllMusic   | [ 1 ]    |

Comedown Machine è il quinto album del gruppo musicale statunitense The Strokes, pubblicato nel 2013 dalla RCA Records.
È stato pubblicato il 26 marzo 2013 negli Stati Uniti, mentre il giorno prima era uscito nel Regno Unito. Come i precedenti album degli Strokes, è stato pubblicato dall'etichetta discografica RCA.
La versione in vinile del disco è stata stampata dalla United Record Pressing a Nashville.

## Accoglienza
L'album ha ricevuto recensioni generalmente favorevoli. Il sito web statunitense Metacritic riporta una media ponderata del 68% sulla base di 45 recensioni. È stato inoltre inserito alla posizione numero 41 tra i migliori 50 album del 2013 da NME.

## Tracce
Testi e musiche di The Strokes.
1. Tap Out – 3:42
2. All the Time – 3:01
3. One Way Trigger – 4:02
4. Welcome to Japan – 3:50
5. 80s Comedown Machine – 4:58
6. 50/50 – 2:43
7. Slow Animals – 4:20
8. Partners in Crime – 3:21
9. Chances – 3:36
10. Happy Ending – 2:52
11. Call It Fate, Call It Karma – 3:24

## Formazione
- Julian Casablancas – voce
- Albert Hammond Jr. – chitarra, tastiere
- Nick Valensi – chitarra, tastiere, mellotron su 80s Comedown Machine
- Nikolai Fraiture – basso, contrabbasso su Call It Fate, Call It Karma
- Fabrizio Moretti – batteria, percussioni